# Rally dell'Acropoli 2003
Il Rally dell'Acropoli 2003, ufficialmente denominato 50th Golden Acropolis Rally, è stata la sesta prova del campionato del mondo rally 2003 nonché la cinquantesima edizione del Rally dell'Acropoli e la ventinovesima con valenza mondiale. La manifestazione si è svolta dal 6 all'8 giugno sugli sterrati rocciosi che attraversano la zona montuosa della Grecia Centrale, con base a Lamia, cittadina situata circa 200 km a nord della capitale Atene, dove si tenne come di consueto la cerimonia di partenza; il parco assistenza per tutti i concorrenti venne invece allestito sempre a Lamia.

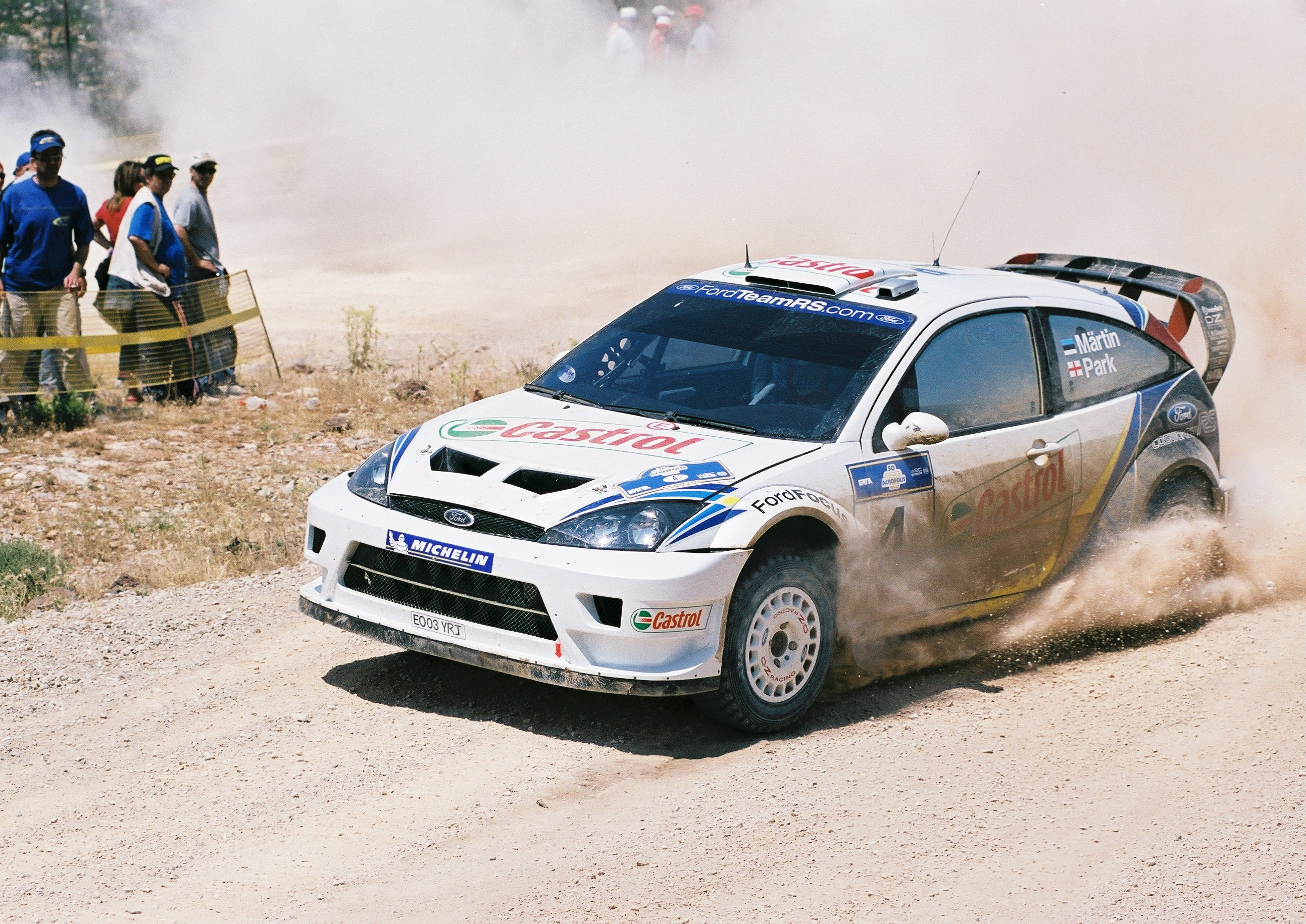
Markko Märtin e Michael Park su Ford Focus RS WRC 03, vincitori dell'evento e al loro primo successo in carriera

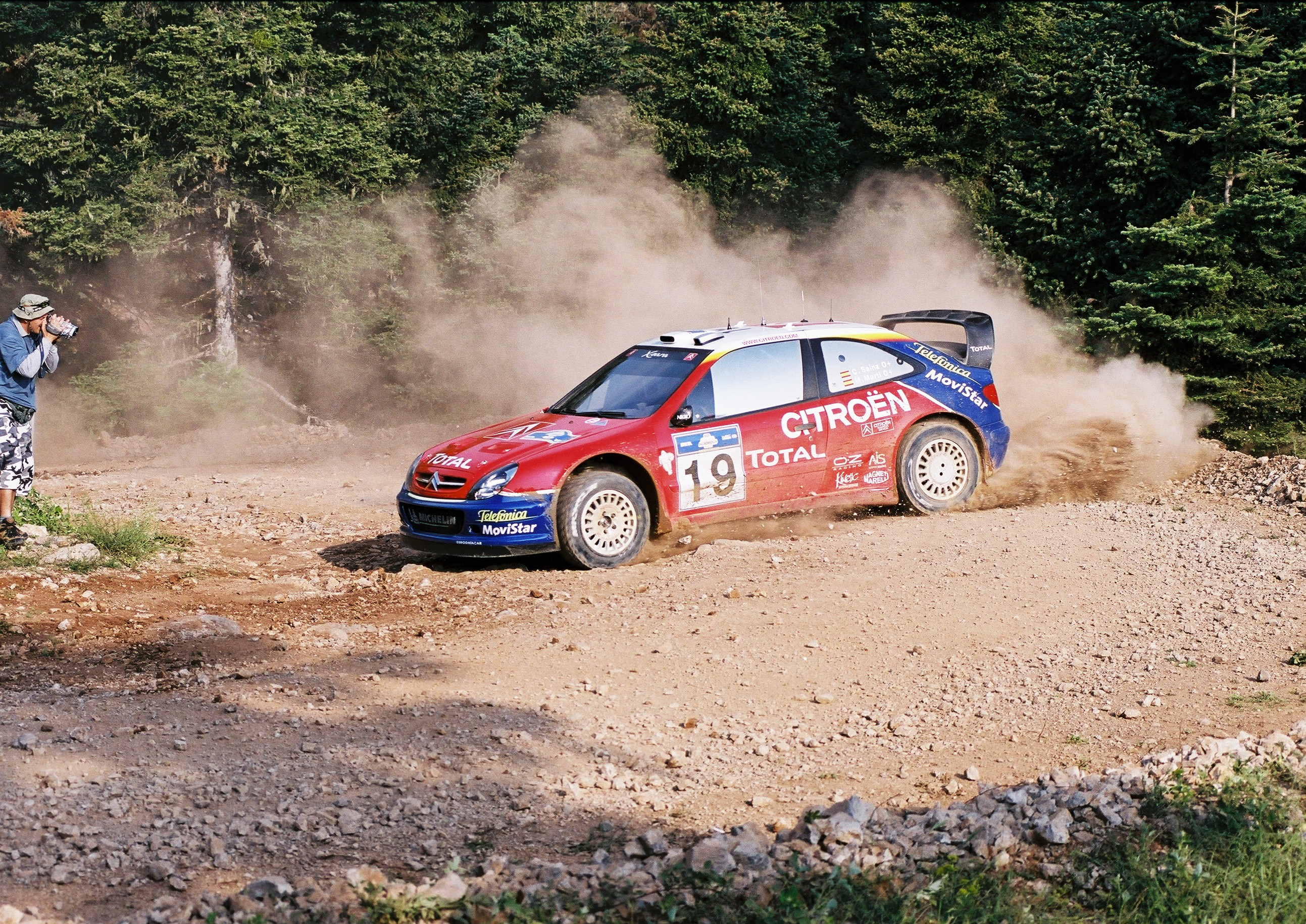
Carlos Sainz e Marc Martí su Citroën Xsara WRC, secondi classificati

L'evento è stato vinto dall'estone Markko Märtin, navigato dal britannico Michael Park, alla guida di una Ford Focus RS WRC 03 della squadra ufficiale Ford Rallye Sport, entrambi al loro primo successo in carriera, precedendo la coppia spagnola formata da Carlos Sainz e Marc Martí, su Citroën Xsara WRC della squadra Citroën Total, e quella composta dal norvegese Petter Solberg e dal britannico Phil Mills, su Subaru Impreza WRC2003 del team 555 Subaru WRT.
In Grecia si disputava anche la terza tappa del campionato Junior WRC, che ha visto vincere l'equipaggio francese costituito da Brice Tirabassi e Jacques-Julien Renucci, su Renault Clio S1600, già vincitori di categoria nell'appuntamento monegasco di apertura.
Per ragioni di sicurezza venne cancellata la PS8, la prova super speciale da disputarsi al termine della prima giornata del rally e che già era stata ritardata per la moltitudine di spettatori che affollavano il teatro di gara, a causa di una tempesta di polvere che si sollevò durante lo svolgimento della stessa, la quale rese impossibile la visibilità per la maggior parte dei concorrenti che sarebbero dovuti partire. Gli organizzatori furono quindi costretti prima a interrompere la prova e poi a dichiararla ufficialmente cancellata.

## Dati della prova
| Denominazione ufficiale             | Golden Acropolis Rally                                                 |
| Edizione N°                         | 50                                                                     |
| Tappa N°                            | 6 di 14                                                                |
| Data manifestazione                 | da venerdì 06/06/2003 a domenica 08/06/2003                            |
| Sede ospitante                      | Lamia (Ftiotide, Grecia Centrale)                                      |
| Sede parco assistenza               | Lamia (Ftiotide, Grecia Centrale)                                      |
| Superficie                          | Terra                                                                  |
| Direttore di gara                   | Anita Passalis                                                         |
| Iscritti                            | 90                                                                     |
| Partiti                             | 82                                                                     |
| Arrivati                            | 37 (45,1%)                                                             |
| Prove speciali previste             | 22                                                                     |
| Prove speciali disputate            | 21 (1 cancellata)                                                      |
| Prova più breve                     | 2,43 km (PS8 e PS16: SSS Lilea - Parnassos)                            |
| Prova più lunga                     | 34,68 km (PS5 e PS13: Elatia - Zeli)                                   |
| Prova più lenta                     | velocità media di 68,38 km/h (PS17: Dikastro 1)                        |
| Prova più veloce                    | velocità media di 101,48 km/h (PS14: Bauxites 2)                       |
| Lunghezza prove speciali previste   | 399,49 km                                                              |
| Lunghezza prove speciali disputate  | 397,06 km (27,5% della distanza totale effettiva - cancellati 2,43 km) |
| Lunghezza complessiva trasferimenti | 1044,31 km                                                             |
| Distanza totale effettiva           | 1441,37 km                                                             |

## Itinerario
| Frazione           | Prova  | Ora    | Nome                        | Lunghezza | Totale    |
| ------------------ | ------ | ------ | --------------------------- | --------- | --------- |
| Frazione 1 (6 giu) |        | 07:00  | Assistenza – Lamia (20 min) | –         | 145,74 km |
| Frazione 1 (6 giu) | PS1    | 08:18  | Pavliani 1                  | 24,45 km  | 145,74 km |
| Frazione 1 (6 giu) | PS2    | 09:07  | Stromi 1                    | 14,61 km  | 145,74 km |
| Frazione 1 (6 giu) | PS3    | 10:10  | Eleftherohori               | 18,67 km  | 145,74 km |
| Frazione 1 (6 giu) |        | 11:05  | Assistenza – Lamia (20 min) | –         | 145,74 km |
| Frazione 1 (6 giu) | PS4    | 12:18  | Rengini 1                   | 11,84 km  | 145,74 km |
| Frazione 1 (6 giu) | PS5    | 12:46  | Elatia - Zeli 1             | 34,68 km  | 145,74 km |
| Frazione 1 (6 giu) |        | 14:19  | Assistenza – Lamia (20 min) | –         | 145,74 km |
| Frazione 1 (6 giu) | PS6    | 15:37  | Pavliani 2                  | 24,45 km  | 145,74 km |
| Frazione 1 (6 giu) | PS7    | 16:26  | Stromi 2                    | 14,61 km  | 145,74 km |
| Frazione 1 (6 giu) | PS8    | 18:01  | SSS Lilea - Parnassos 1     | 2,43 km   | 145,74 km |
| Frazione 1 (6 giu) |        | 18:53  | Assistenza – Lamia (45 min) | –         | 145,74 km |
|                    |        |        |                             |           |           |
| Frazione 2 (7 giu) |        | 06:00  | Assistenza – Lamia (45 min) | –         | 148,71 km |
| Frazione 2 (7 giu) | PS9    | 06:56  | Mendenitsa                  | 17,34 km  | 148,71 km |
| Frazione 2 (7 giu) | PS10   | 08:21  | Bauxites 1                  | 23,45 km  | 148,71 km |
| Frazione 2 (7 giu) | PS11   | 09:44  | Drosohori 1                 | 17,76 km  | 148,71 km |
| Frazione 2 (7 giu) |        | 11:04  | Assistenza – Lamia (20 min) | –         | 148,71 km |
| Frazione 2 (7 giu) | PS12   | 12:17  | Rengini 2                   | 11,84 km  | 148,71 km |
| Frazione 2 (7 giu) | PS13   | 12:45  | Elatia - Zeli 2             | 34,68 km  | 148,71 km |
| Frazione 2 (7 giu) |        | 14:18  | Assistenza – Lamia (45 min) | –         | 148,71 km |
| Frazione 2 (7 giu) | PS14   | 16:03  | Bauxites 2                  | 23,45 km  | 148,71 km |
| Frazione 2 (7 giu) | PS15   | 17:26  | Drosohori 2                 | 17,76 km  | 148,71 km |
| Frazione 2 (7 giu) | PS16   | 18:18  | SSS Lilea - Parnassos 2     | 2,43 km   | 148,71 km |
| Frazione 2 (7 giu) |        | 19:10  | Assistenza – Lamia (45 min) | –         | 148,71 km |
|                    |        |        |                             |           |           |
| Frazione 3 (8 giu) |        | 08:00  | Assistenza – Lamia (20 min) | –         | 105,04 km |
| Frazione 3 (8 giu) | PS17   | 09:28  | Dikastro 1                  | 18,40 km  | 105,04 km |
| Frazione 3 (8 giu) | PS18   | 10:06  | New Tarzan 1                | 20,65 km  | 105,04 km |
| Frazione 3 (8 giu) | PS19   | 11:04  | Agios Stefanos 1            | 13,47 km  | 105,04 km |
| Frazione 3 (8 giu) |        | 12:04  | Assistenza – Lamia (20 min) | –         | 105,04 km |
| Frazione 3 (8 giu) | PS20   | 13:32  | Dikastro 2                  | 18,40 km  | 105,04 km |
| Frazione 3 (8 giu) | PS21   | 14:10  | New Tarzan 2                | 20,65 km  | 105,04 km |
| Frazione 3 (8 giu) | PS22   | 15:08  | Agios Stefanos 2            | 13,47 km  | 105,04 km |
| Frazione 3 (8 giu) |        | 15:53  | Assistenza – Lamia (20 min) | –         | 105,04 km |
| Totale             | Totale | Totale | Totale                      | Totale    | 399,49 km |

## Risultati

### Classifica

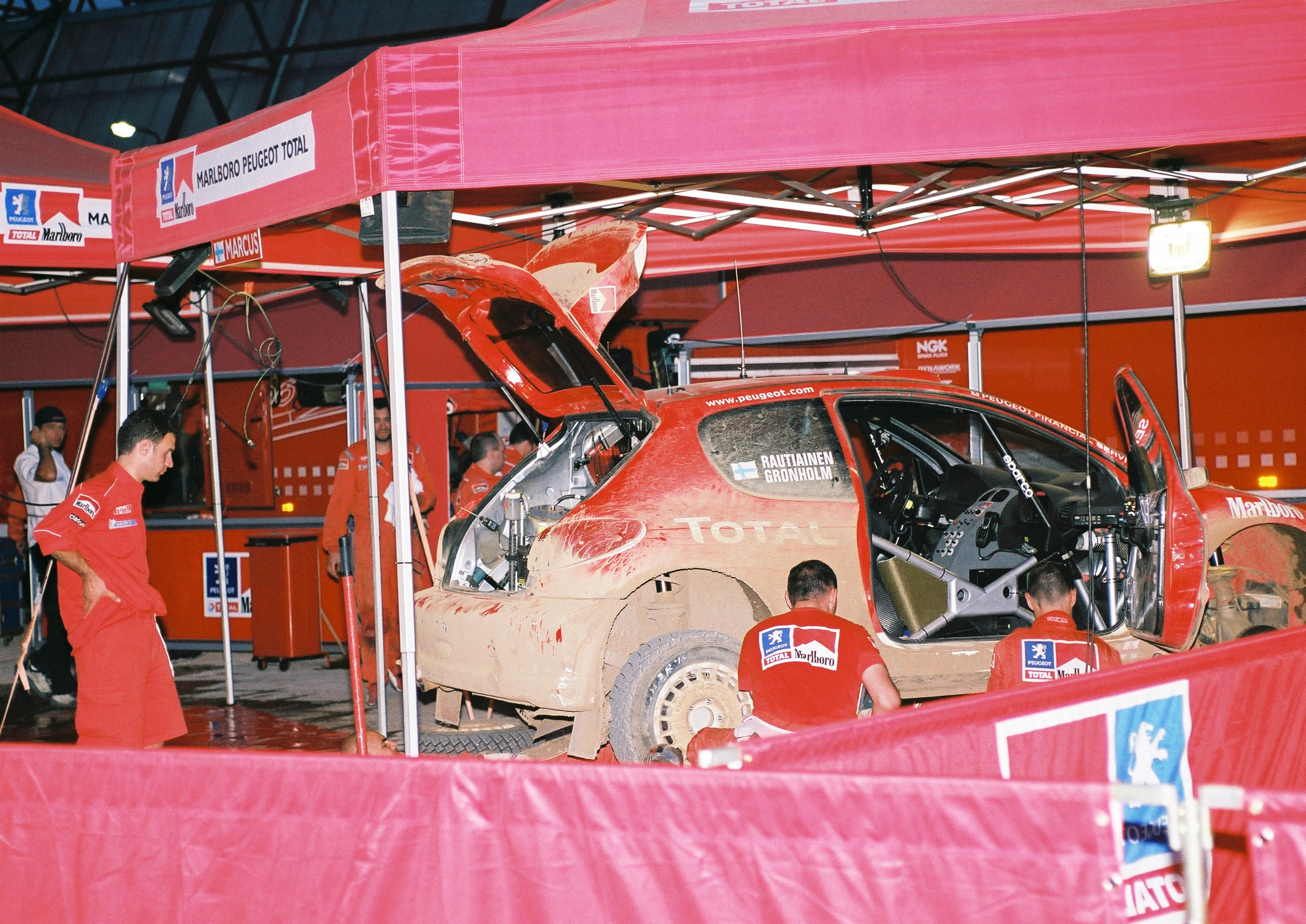
La Peugeot 206 WRC di Marcus Grönholm, costretto al ritiro dopo due vittorie consecutive

| Pos.                         | Nº       | Pilota                | Co-pilota              | Auto                   | Squadra                | Classe    | Tempo     | Distacco | Punti    |
| Generale                     | Generale | Generale              | Generale               | Generale               | Generale               | Generale  | Generale  | Generale | Generale |
| ---------------------------- | -------- | --------------------- | ---------------------- | ---------------------- | ---------------------- | --------- | --------- | -------- | -------- |
| 1.                           | 4        | Markko Märtin         | Michael Park           | Ford Focus RS WRC 03   | Ford Rallye Sport      | WRC       | 4h53'40"5 | –        | 10       |
| 2.                           | 19       | Carlos Sainz          | Marc Martí             | Citroën Xsara WRC      | Citroën Total          | WRC       | 4h54'26"5 | +46"0    | 8        |
| 3.                           | 7        | Petter Solberg        | Phil Mills             | Subaru Impreza WRC2003 | 555 Subaru WRT         | WRC       | 4h54'33"2 | +52"7    | 6        |
| 4.                           | 2        | Richard Burns         | Robert Reid            | Peugeot 206 WRC (2002) | Marlboro Peugeot Total | WRC       | 4h55'47"1 | +2'06"6  | 5        |
| 5.                           | 8        | Tommi Mäkinen         | Kaj Lindström          | Subaru Impreza WRC2003 | 555 Subaru WRT         | WRC       | 4h55'52"8 | +2'12"3  | 4        |
| 6.                           | 3        | Harri Rovanperä       | Risto Pietiläinen      | Peugeot 206 WRC (2002) | Marlboro Peugeot Total | WRC       | 4h57'25"2 | +3'44"7  | 3        |
| 7.                           | 21       | Gilles Panizzi        | Hervé Panizzi          | Peugeot 206 WRC (2001) | Bozian Racing          | WRC       | 4h57'34"8 | +3'54"3  | 2        |
| 8.                           | 17       | Colin McRae           | Derek Ringer           | Citroën Xsara WRC      | Citroën Total          | WRC       | 4h57'45"5 | +4'05"0  | 1        |
| 9.                           | 14       | Didier Auriol         | Denis Giraudet         | Škoda Octavia WRC Evo3 | Škoda Motorsport       | WRC       | 5h00'07"7 | +6'27"2  | -        |
| 10.                          | 20       | Jari-Matti Latvala    | Carl Williamson        | Ford Focus RS WRC 02   | Ford Rallye Sport      | WRC       | 5h05'13"9 | +11'33"4 | -        |
| Campionato piloti Junior WRC |          |                       |                        |                        |                        |           |           |          |          |
| 1. (17.)                     | 61       | Brice Tirabassi       | Jacques-Julien Renucci | Renault Clio S1600     | -                      | A6 / JWRC | 5h27'34"0 | –        | 10       |
| 2. (18.)                     | 52       | Daniel Carlsson       | Mattias Andersson      | Suzuki Ignis S1600     | -                      | A6 / JWRC | 5h28'29"2 | +55"2    | 8        |
| 3. (19.)                     | 71       | Urmo Aava             | Kuldar Sikk            | Suzuki Ignis S1600     | -                      | A6 / JWRC | 5h35'02"7 | +7'28"7  | 6        |
| 4. (22.)                     | 69       | Salvador Cañellas Jr. | Xavier Amigò Colón     | Suzuki Ignis S1600     | -                      | A6 / JWRC | 5h40'55"2 | +13'21"2 | 5        |
| 5. (27.)                     | 62       | Oscar Svedlund        | Björn Nilsson          | Volkswagen Polo S1600  | -                      | A6 / JWRC | 5h49'22"1 | +21'48"1 | 4        |
| 6. (33.)                     | 70       | Guy Wilks             | Phil Pugh              | Ford Puma S1600        | -                      | A6 / JWRC | 6h04'08"1 | +36'34"1 | 3        |

| Principali ritiri | Principali ritiri | Principali ritiri | Principali ritiri | Principali ritiri      | Principali ritiri        | Principali ritiri | Principali ritiri    | Principali ritiri |
| PS                | Nº                | Pilota            | Co-pilota         | Auto                   | Squadra                  | Classe            | Causa                | Pos.              |
| ----------------- | ----------------- | ----------------- | ----------------- | ---------------------- | ------------------------ | ----------------- | -------------------- | ----------------- |
| PS 1              | 10                | Armin Schwarz     | Manfred Hiemer    | Hyundai Accent WRC3    | Hyundai World Rally Team | WRC               | Alternatore          | –                 |
| PS 1              | 18                | Sébastien Loeb    | Daniel Elena      | Citroën Xsara WRC      | Citroën Total            | WRC               | Motore               | –                 |
| PS 1              | 74                | Kris Meeke        | Chris Patterson   | Opel Corsa S1600       | -                        | A6 / JWRC         | Sterzo               | –                 |
| PS 3              | 11                | Freddy Loix       | Sven Smeets       | Hyundai Accent WRC3    | Hyundai World Rally Team | WRC               | Sospensione          | 63º               |
| PS 3              | 32                | Juuso Pykälistö   | Esko Mertsalmi    | Peugeot 206 WRC (2001) | Bozian Racing            | WRC               | Incidente            | 13º               |
| PS 5              | 5                 | François Duval    | Stéphane Prévot   | Ford Focus RS WRC 03   | Ford Rallye Sport        | WRC               | Incidente            | 2º                |
| PS 6              | 6                 | Mikko Hirvonen    | Jarmo Lehtinen    | Ford Focus RS WRC 02   | Ford Rallye Sport        | WRC               | Sospensione          | 10º               |
| PS 6              | 15                | Toni Gardemeister | Paavo Lukander    | Škoda Octavia WRC Evo3 | Škoda Motorsport         | WRC               | Turbocompressore     | 18º               |
| PS 9              | 1                 | Marcus Grönholm   | Timo Rautiainen   | Peugeot 206 WRC (2002) | Marlboro Peugeot Total   | WRC               | Pompa del carburante | 3º                |
| PS 9              | 12                | Jussi Välimäki    | Tero Gardemeister | Hyundai Accent WRC3    | Hyundai World Rally Team | WRC               | Frizione             | 13º               |
| PS 11             | 54                | Kosti Katajamäki  | Miikka Anttila    | Volkswagen Polo S1600  | -                        | A6 / JWRC         | Cambio               | 21º               |
| PS 17             | 22                | Roman Kresta      | Miloš Hůlka       | Peugeot 206 WRC (2001) | Bozian Racing            | WRC               | Radiatore            | 10º               |

Legenda
| Icona | Classe                                                                                  |
| ----- | --------------------------------------------------------------------------------------- |
| WRC   | Equipaggio di classe A8 che può conquistare punti per il campionato costruttori WRC     |
| WRC   | Equipaggio di classe A8 che non può conquistare punti per il campionato costruttori WRC |
| PWRC  | Equipaggio registrato al campionato PWRC                                                |
| JWRC  | Equipaggio registrato al campionato Junior WRC                                          |
|       | Ulteriori classificazioni                                                               |

### Prove speciali

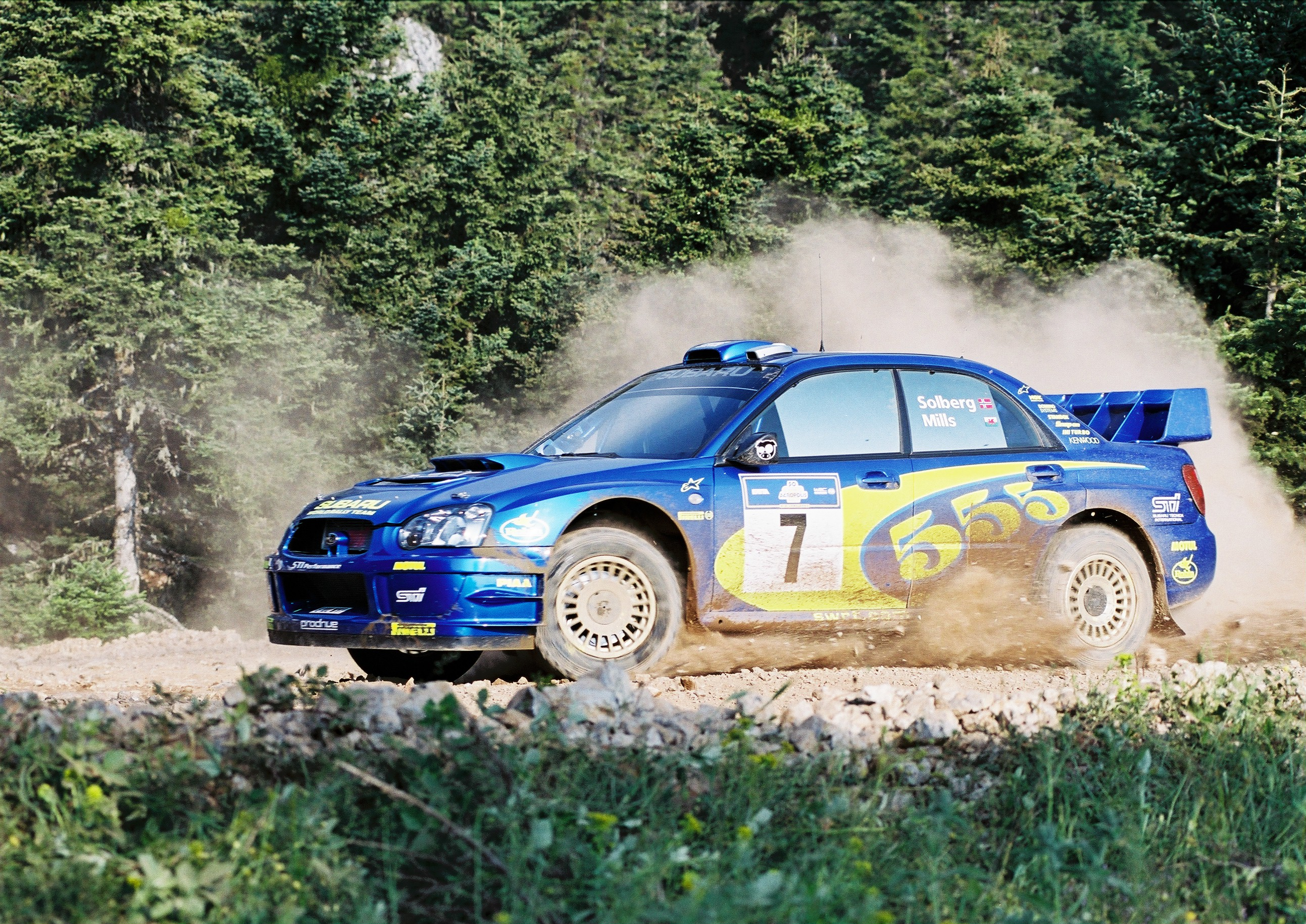
Petter Solberg e Phil Mills su Subaru Impreza WRC2003, terzi classificati e vincitori di otto prove speciali

| Frazione           | Prova | Ora   | Nome                    | Lunghezza | Vincitori                         | Tempo            | Velocità media   | Leader del rally               |
| ------------------ | ----- | ----- | ----------------------- | --------- | --------------------------------- | ---------------- | ---------------- | ------------------------------ |
| Frazione 1 (6 giu) | PS1   | 08:18 | Pavliani 1              | 24,45 km  | François Duval Stéphane Prévot    | 19'54"7          | 73,68 km/h       | François Duval Stéphane Prévot |
| Frazione 1 (6 giu) | PS2   | 09:07 | Stromi 1                | 14,61 km  | Markko Märtin Michael Park        | 11'40"2          | 75,12 km/h       | Markko Märtin Michael Park     |
| Frazione 1 (6 giu) | PS3   | 10:10 | Eleftherohori           | 18,67 km  | Harri Rovanperä Risto Pietiläinen | 11'28"2          | 97,66 km/h       | Markko Märtin Michael Park     |
| Frazione 1 (6 giu) | PS4   | 12:18 | Rengini 1               | 11,84 km  | Harri Rovanperä Risto Pietiläinen | 8'41"8           | 81,69 km/h       | Markko Märtin Michael Park     |
| Frazione 1 (6 giu) | PS5   | 12:46 | Elatia - Zeli 1         | 34,68 km  | Harri Rovanperä Risto Pietiläinen | 24'21"9          | 85,40 km/h       | Markko Märtin Michael Park     |
| Frazione 1 (6 giu) | PS6   | 15:37 | Pavliani 2              | 24,45 km  | Petter Solberg Phil Mills         | 19'29"5          | 75,26 km/h       | Markko Märtin Michael Park     |
| Frazione 1 (6 giu) | PS7   | 16:26 | Stromi 2                | 14,61 km  | Marcus Grönholm Timo Rautiainen   | 11'25"6          | 76,72 km/h       | Markko Märtin Michael Park     |
| Frazione 1 (6 giu) | PS8   | 18:01 | SSS Lilea - Parnassos 1 | 2,43 km   | prova cancellata                  | prova cancellata | prova cancellata | Markko Märtin Michael Park     |
|                    |       |       |                         |           |                                   |                  |                  | Markko Märtin Michael Park     |
| Frazione 2 (7 giu) | PS9   | 06:56 | Mendenitsa              | 17,34 km  | Petter Solberg Phil Mills         | 10'55"0          | 95,30 km/h       | Markko Märtin Michael Park     |
| Frazione 2 (7 giu) | PS10  | 08:21 | Bauxites 1              | 23,45 km  | Petter Solberg Phil Mills         | 14'14"8          | 98,76 km/h       | Markko Märtin Michael Park     |
| Frazione 2 (7 giu) | PS11  | 09:44 | Drosohori 1             | 17,76 km  | Markko Märtin Michael Park        | 14'48"6          | 71,95 km/h       | Markko Märtin Michael Park     |
| Frazione 2 (7 giu) | PS12  | 12:17 | Rengini 2               | 11,84 km  | Harri Rovanperä Risto Pietiläinen | 8'30"2           | 83,54 km/h       | Markko Märtin Michael Park     |
| Frazione 2 (7 giu) | PS13  | 12:45 | Elatia - Zeli 2         | 34,68 km  | Markko Märtin Michael Park        | 23'44"2          | 87,66 km/h       | Markko Märtin Michael Park     |
| Frazione 2 (7 giu) | PS14  | 16:03 | Bauxites 2              | 23,45 km  | Petter Solberg Phil Mills         | 13'51"9          | 101,48 km/h      | Markko Märtin Michael Park     |
| Frazione 2 (7 giu) | PS15  | 17:26 | Drosohori 2             | 17,76 km  | Markko Märtin Michael Park        | 14'23"6          | 74,03 km/h       | Markko Märtin Michael Park     |
| Frazione 2 (7 giu) | PS16  | 18:18 | SSS Lilea - Parnassos 2 | 2,43 km   | Carlos Sainz Marc Martí           | 1'57"6           | 74,39 km/h       | Markko Märtin Michael Park     |
|                    |       |       |                         |           |                                   |                  |                  | Markko Märtin Michael Park     |
| Frazione 3 (8 giu) | PS17  | 09:28 | Dikastro 1              | 18,40 km  | Petter Solberg Phil Mills         | 16'08"7          | 68,38 km/h       | Markko Märtin Michael Park     |
| Frazione 3 (8 giu) | PS18  | 10:06 | New Tarzan 1            | 20,65 km  | Petter Solberg Phil Mills         | 15'27"8          | 80,13 km/h       | Markko Märtin Michael Park     |
| Frazione 3 (8 giu) | PS19  | 11:04 | Agios Stefanos 1        | 13,47 km  | Tommi Mäkinen Kaj Lindström       | 10'02"6          | 80,47 km/h       | Markko Märtin Michael Park     |
| Frazione 3 (8 giu) | PS20  | 13:32 | Dikastro 2              | 18,40 km  | Petter Solberg Phil Mills         | 15'58"3          | 69,12 km/h       | Markko Märtin Michael Park     |
| Frazione 3 (8 giu) | PS21  | 14:10 | New Tarzan 2            | 20,65 km  | Carlos Sainz Marc Martí           | 15'10"3          | 81,67 km/h       | Markko Märtin Michael Park     |
| Frazione 3 (8 giu) | PS22  | 15:08 | Agios Stefanos 2        | 13,47 km  | Petter Solberg Phil Mills         | 9'46"7           | 82,65 km/h       | Markko Märtin Michael Park     |

## Classifiche mondiali

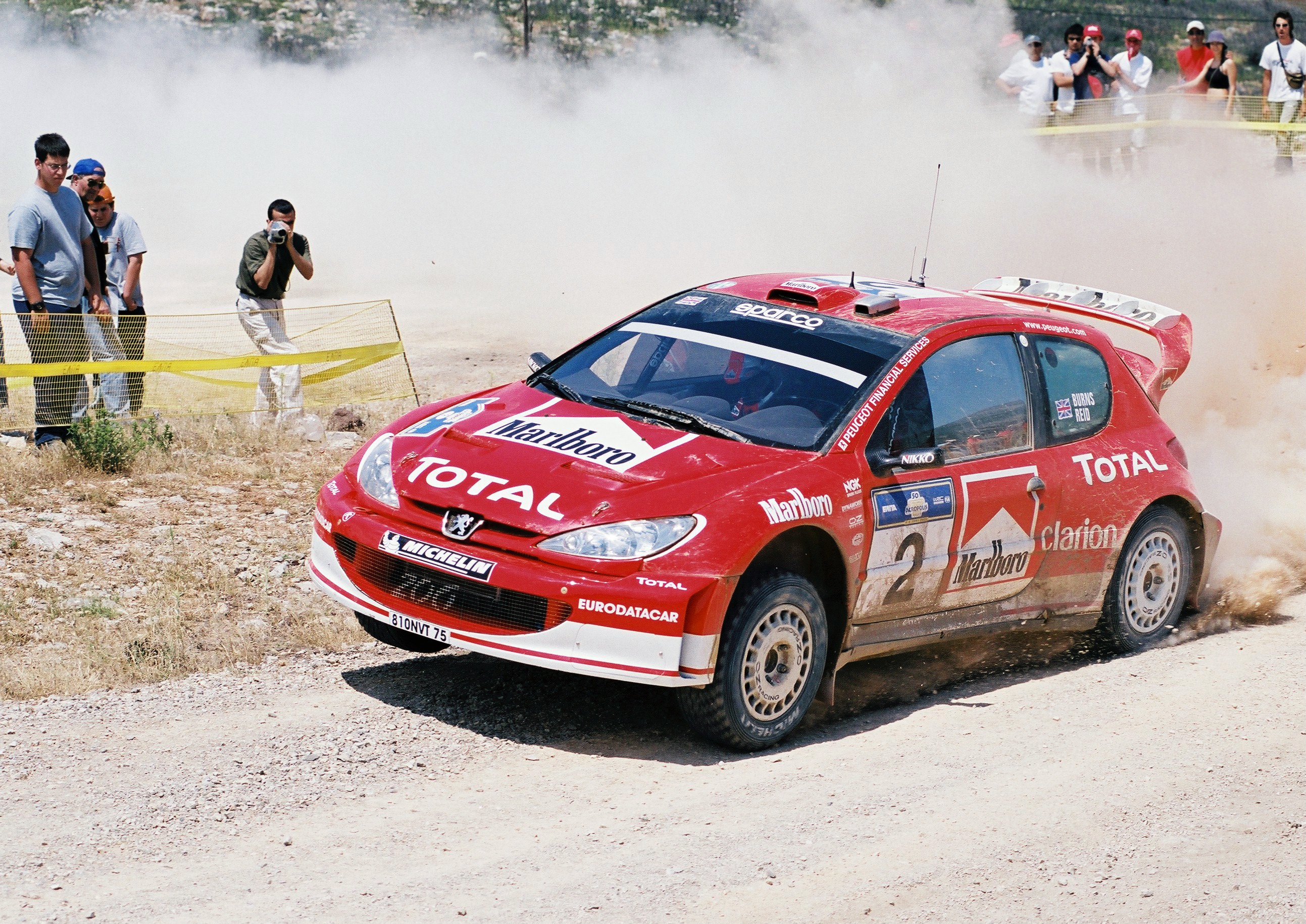
Richard Burns sulla Peugeot 206 WRC del team ufficiale Peugeot, in testa alle classifiche piloti e costruttori

Classifica piloti
| Pos. | Pos. | Pilota            | Punti |
| ---- | ---- | ----------------- | ----- |
| 1    |      | Richard Burns     | 37    |
| 2    | 1    | Carlos Sainz      | 32    |
| 3    | 1    | Marcus Grönholm   | 30    |
| 4    | 3    | Markko Märtin     | 23    |
| 5    | 1    | Petter Solberg    | 19    |
| 6    | 1    | Colin McRae       | 18    |
| 7    | 3    | Sébastien Loeb    | 17    |
| 8    |      | Tommi Mäkinen     | 15    |
| 9    |      | François Duval    | 9     |
| 10   |      | Toni Gardemeister | 9     |
| 11   |      | Harri Rovanperä   | 8     |
| 12   |      | Gilles Panizzi    | 6     |
| 13   |      | Didier Auriol     | 4     |
| 14   |      | Cédric Robert     | 3     |
| 14   |      | Alister McRae     | 3     |
| 16   |      | Armin Schwarz     | 1     |

Classifica costruttori WRC
| Pos. | Pos. | Squadra                  | Punti |
| ---- | ---- | ------------------------ | ----- |
| 1    |      | Marlboro Peugeot Total   | 73    |
| 1    |      | Citroën Total            | 62    |
| 3    |      | Ford Rallye Sport        | 39    |
| 4    |      | 555 Subaru WRT           | 37    |
| 5    |      | Škoda Motorsport         | 20    |
| 6    |      | Hyundai World Rally Team | 3     |